# Kermit Roosevelt
Kermit Roosevelt Sr. (10 de octubre de 1889 - 4 de junio de 1943) fue un empresario, soldado, explorador y escritor estadounidense. Hijo de Theodore Roosevelt, el 26° presidente de los Estados Unidos, Kermit se graduó de Harvard College, sirvió en ambas guerras mundiales (con los ejércitos británico y estadounidense) y exploró dos continentes con su padre. Luchó una batalla de toda la vida contra la depresión y falleció por suicidio mientras servía en el Ejército de los Estados Unidos en Alaska durante la Segunda Guerra Mundial.

## Infancia y educación

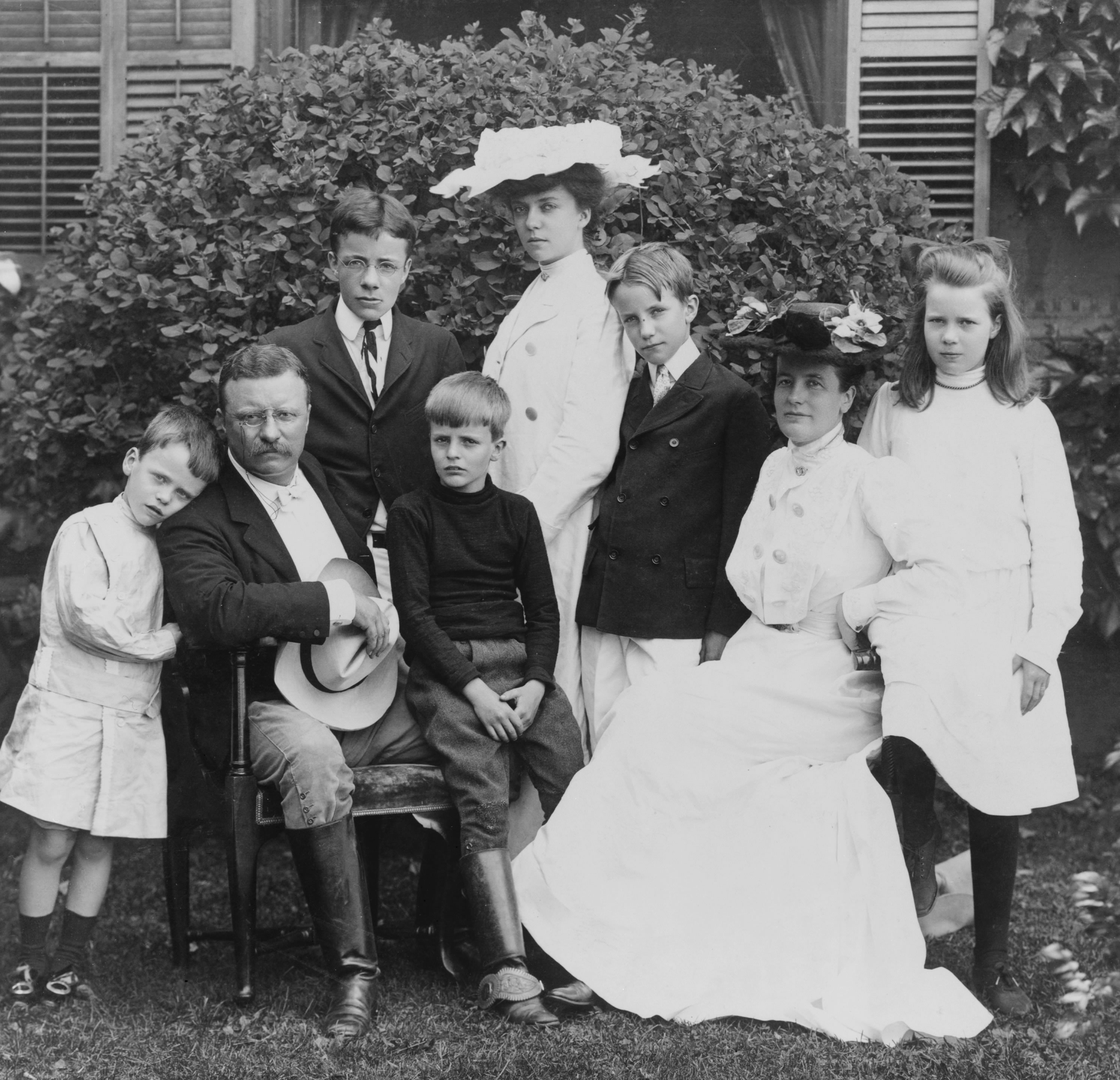
La familia Roosevelt en 1903 con Quentin a la izquierda, Theodore, Theodore III, Archie, Alice, Kermit, Edith y Ethel.

Kermit nació en Sagamore Hill, la finca familiar en Oyster Bay, Nueva York, como el segundo hijo de Theodore Roosevelt (1858-1919) y Edith Kermit Carow (1861-1948). Tenía una hermanastra mayor, Alice Lee Roosevelt (1884-1980), fruto del primer matrimonio de su padre con Alice Hathaway Lee (1861-1884), un hermano mayor, Theodore III (1887-1944), una hermana menor, Ethel Carow Roosevelt (1891-1977), y dos hermanos menores; Archibald Bulloch "Archie" Roosevelt (1894-1979) y Quentin Roosevelt (1897-1918).

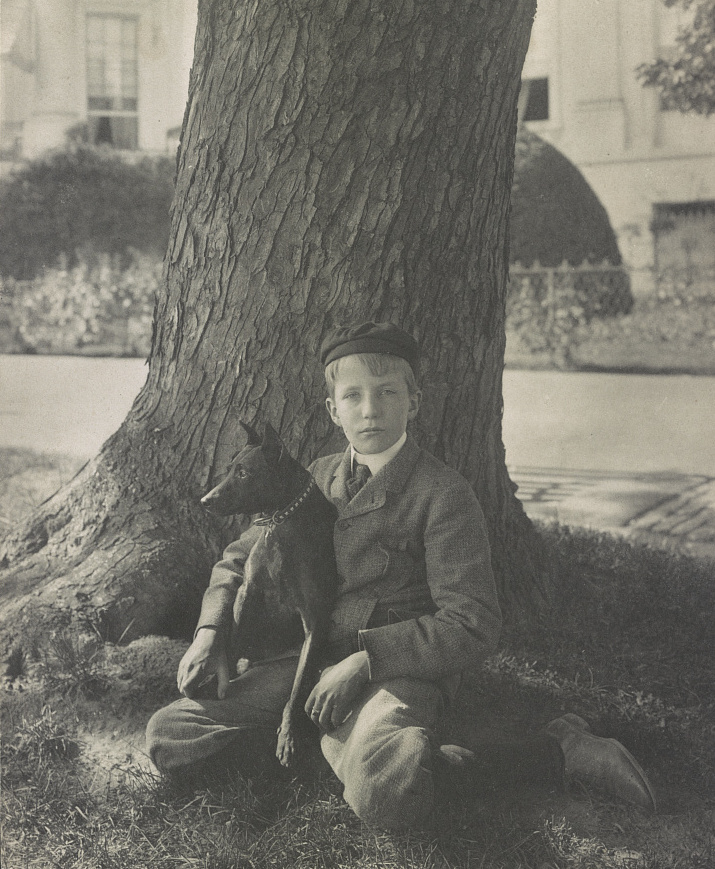
Kermit Roosevelt y su perro Jack, 1902.

Desde niño, tuvo poca resistencia a las enfermedades e infecciones. Sin embargo, mostraba un talento para el lenguaje y leía ávidamente. Demostró un talento para la escritura que lo llevó a registrar sus experiencias en la Primera Guerra Mundial en un libro.
Después de asistir a la Escuela Groton, se matriculó en el Harvard College. En 1909, como estudiante de primer año, él y su padre (recientemente fuera del cargo como presidente), ambos amantes de la naturaleza y los deportes al aire libre, realizaron una expedición de un año por África financiada por la Institución Smithsonian. Después de este viaje y un recorrido por Europa, Roosevelt regresó a Harvard y completó cuatro años de estudio en dos años y medio, graduándose con la Clase de 1912. Al igual que su padre, mientras estuvo en Harvard fue miembro del Porcellian Club, una organización social estudiantil.
Roosevelt se involucró en el Boone and Crockett Club, una organización de conservación de la vida silvestre cofundada por su padre. Un comentarista escribió que Kermit encarnaba los ideales del club quizás más puramente que nadie, incluido su padre.

## Expedición sudamericana
Uno de los libros más populares de Theodore Roosevelt, A través de la Selva Brasileña, relató la expedición a la selva brasileña de la cuenca del Amazonas en 1913-14. El padre y el hijo participaron en lo que se conocería como la Expedición Científica Roosevelt-Rondon, explorando la selva brasileña con el explorador Coronel Cândido Rondon. Durante esta expedición, exploraron el Río de la Duda, luego rebautizado como Río Roosevelt en honor al Presidente, así como una rama de ese río llamada Río Kermit en su honor. La fuente del río había sido descubierta anteriormente por Rondon, pero nunca había sido completamente explorada o cartografiada.
En el momento de la expedición, Roosevelt estaba recién comprometido con Belle Wyatt Willard, hija del embajador de Estados Unidos en España. Su madre Edith estaba preocupada por la salud de su esposo y las dificultades de una nueva expedición, y le pidió a Kermit que acompañara a su padre. Lo hizo, retrasando su matrimonio a regañadientes.
El alcance de la expedición se expandió más allá de los planes originales, dejando a los participantes inadecuadamente preparados para un viaje siguiendo el curso del Río de la Duda desde su origen a través de cientos de kilómetros de selva tropical no cartografiada. El clima y el terreno, el equipo y la comida inadecuados, y dos muertes (una por ahogamiento y otra por asesinato) convirtieron una expedición científica en una prueba. El padre de Roosevelt contrajo malaria y una infección grave como resultado de una herida leve en la pierna, debilitándolo hasta el punto de considerar tomar una dosis fatal de morfina en lugar de ser una carga para sus compañeros. Roosevelt le dijo a su padre que lo estaba llevando de vuelta literalmente "vivo o muerto" y si moría, sería una carga aún mayor para la expedición. Aunque Roosevelt también contrajo malaria, minimizó su enfermedad para salvar la quinina para TR, casi muriendo él mismo antes de que el médico insistiera en darle la medicación por inyección. La determinación de Roosevelt y sus habilidades para manejar cuerdas y canoas fueron fundamentales para salvar la vida de su padre. Sin embargo, TR fue plagado por recaídas de malaria e inflamación tan graves que requerían hospitalización.
Aunque Kermit y TR enfrentaron escepticismo sobre sus afirmaciones de haber navegado por un río completamente no cartografiado de más de 1000 km de longitud, finalmente silenciaron a sus críticos a través de la oratoria de TR y su popular libro, A través de la Selva Brasileña. La expedición de 1913-14 fue posteriormente relatada en El Río de la Duda por Candice Millard (Doubleday 2005).

## Matrimonio e hijos

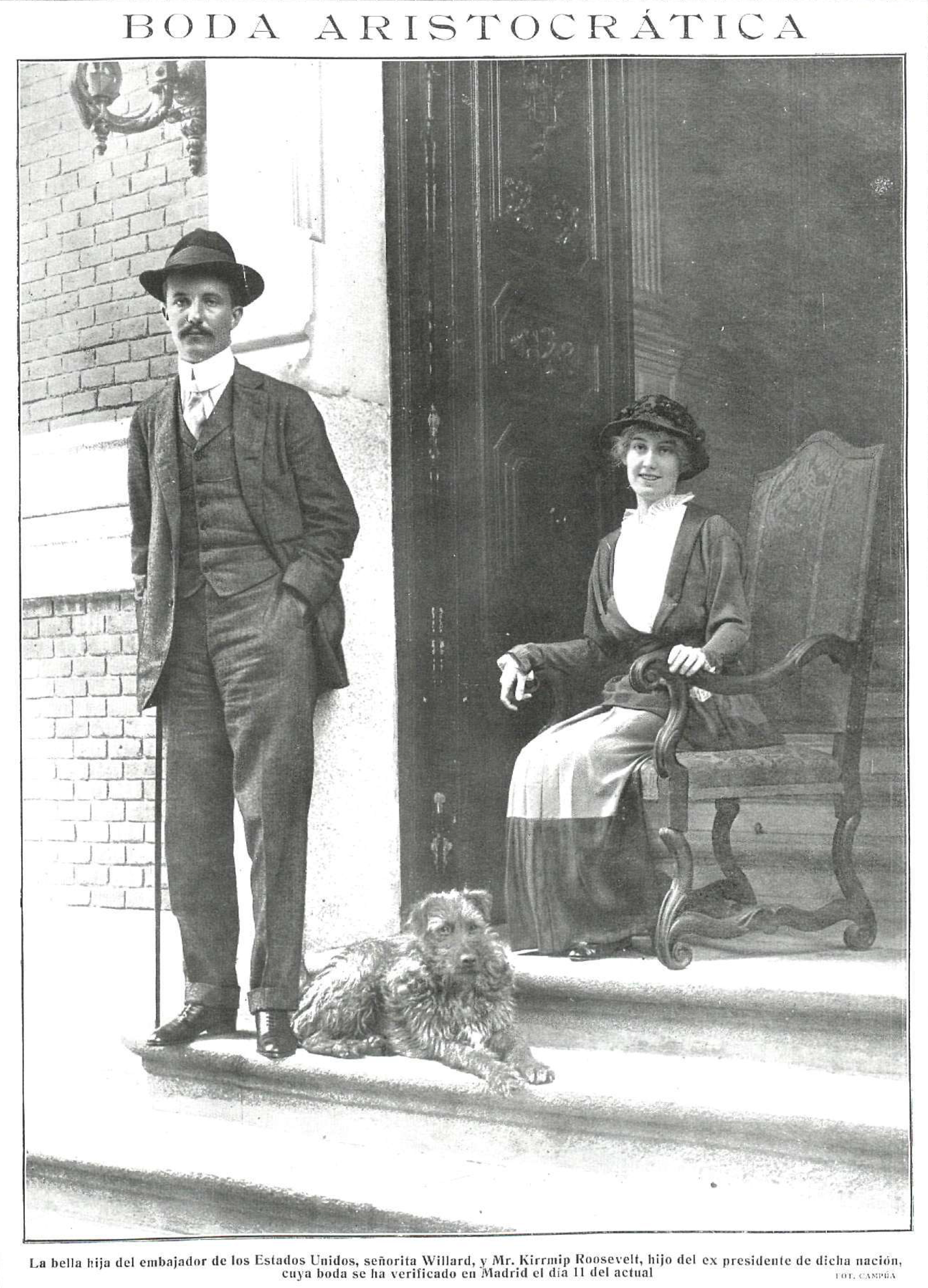
Kermit y Belle Roosevelt en Madrid, 1914.

Después del viaje al Amazonas, en 1914 Kermit se casó con Belle Wyatt Willard, hija del embajador de Estados Unidos en España, Joseph Edward Willard. Tuvieron cuatro hijos: Kermit Roosevelt Jr., Joseph Willard Roosevelt, Belle Wyatt "Clochette" y Dirck. Su hija, Clochette Roosevelt, se casó con John Gorham Palfrey, quien fue decano del Columbia College y miembro de la Comisión de Energía Atómica de los Estados Unidos.

## Servicio militar en la Primera Guerra Mundial
Desde 1914 hasta 1916, Roosevelt fue gerente asistente del Banco Nacional de la Ciudad en Buenos Aires.
Kermit Roosevelt: Boceto de John Singer Sargent en la portada de su libro sobre sus experiencias durante la guerra en Mesopotamia llamado "Guerra en el Jardín del Edén".
En 1917, cuando estaba a punto de ser trasladado a una sucursal en Rusia, Estados Unidos entró en la Primera Guerra Mundial. Asistió a la Escuela Plattsburg para oficiales de mayo a julio de 1917, pero renunció al Ejército de los Estados Unidos para unirse al Ejército Británico. El 22 de agosto de 1917, Roosevelt fue nombrado capitán honorario en el Ejército Británico. Participó en intensos combates en el Cercano Oriente, luego se trasladó al Ejército de los Estados Unidos. Mientras sus otros hermanos habían tenido entrenamiento de verano en Plattsburgh, Nueva York, Roosevelt se había perdido este entrenamiento.
Roosevelt se unió al Ejército Británico para luchar en el teatro de Mesopotamia (la actual Irak) de la Primera Guerra Mundial. Estuvo asignado a la 14.ª Batería de Motor Blindado Ligero del Cuerpo de Ametralladoras, pero el Alto Mando Británico decidió que no podían arriesgar su vida, por lo que lo nombraron oficial a cargo del transporte (automóviles Ford Modelo T). En cuestión de meses desde que fue destinado a Mesopotamia, dominó el árabe hablado y escrito y a menudo fue utilizado como traductor con los lugareños. Fue condecorado con la Cruz Militar el 26 de agosto de 1918.
Roosevelt renunció a su comisión británica el 28 de abril de 1918, y fue transferido al AEF en Francia. En 1918, se enteró de que su hermano menor Quentin, piloto, había sido derribado sobre Francia y había sido enterrado por los alemanes con todos los honores militares.
Fue ascendido a capitán en el Ejército de los Estados Unidos el 12 de mayo de 1918, y comandó la Batería C, 7.º Artillería de la 1.ª División. Participó en la Ofensiva del Meuse-Argonne cerca del final de la guerra. Regresó a Estados Unidos el 25 de marzo de 1919 y fue dado de baja del Ejército dos días después.

## Entre guerras

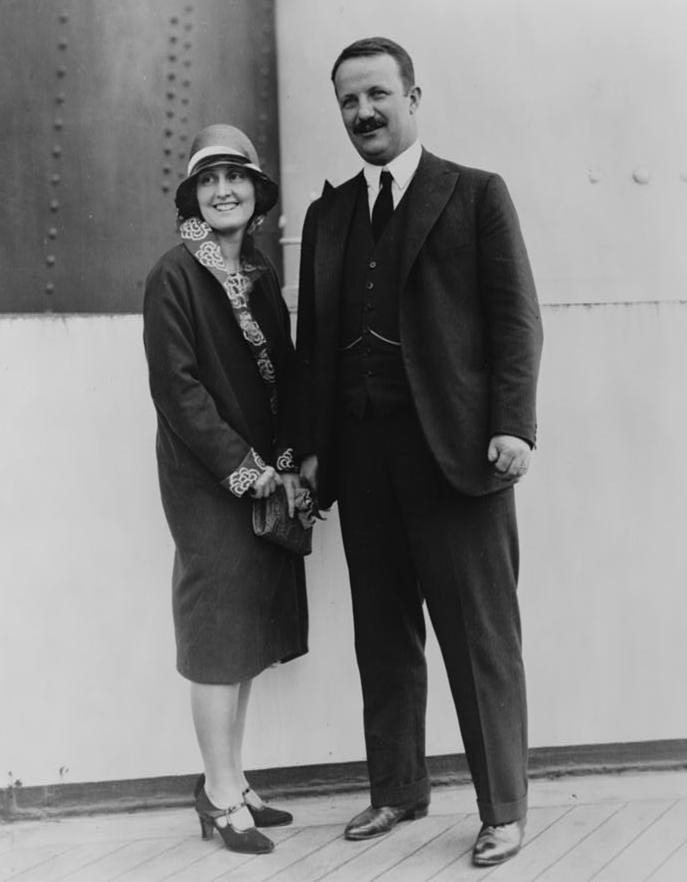
Belle y Kermit Roosevelt en 1928.

Después de la guerra, Roosevelt se dedicó a los negocios; fundó la Roosevelt Steamship Company y la United States Lines. Continuó disfrutando de actividades al aire libre con sus hermanos. En 1919, se unió a la Empire State Society of the Sons of the American Revolution, a la que también pertenecían su padre y su hermano mayor.
En 1925, Roosevelt acompañó a su hermano Ted en una expedición de caza por el Himalaya, atravesando pasos de montaña no cartografiados desde el Valle de Cachemira a través de la antigua Ruta de la Seda hacia China, en busca del legendario carnero salvaje llamado Ovis poli. Él y su hermano Ted documentaron el viaje en su libro "East of the Sun and West of the Moon". Varios trofeos recolectados durante esta expedición están en exhibición en el Field Museum of Natural History en Chicago. Esta expedición, financiada por el fideicomisario del museo James Simpson, a veces se llama la "Expedición Asiática James Simpson-Roosevelt del Field Museum of Natural History".
En 1928-1929, Kermit Roosevelt y su hermano Ted fueron miembros de la Expedición Asiática Kelley-Roosevelts. Los hermanos Roosevelt contaron la historia de su participación en la expedición en su libro "Trailing the Giant Panda".
Kermit Roosevelt fue vicepresidente de la New York Zoological Society de 1937 a 1939.

## Servicio en la Segunda Guerra Mundial
Para el 14 de octubre de 1939, cuando Gran Bretaña estaba en guerra con Alemania, Roosevelt había negociado una comisión como teniente segundo en el Regimiento de Middlesex con la ayuda de su amigo, Winston Churchill, quien en ese momento era Primer Lord del Almirantazgo. Su primera tarea fue liderar un contingente de voluntarios británicos para la Guerra de Invierno en Finlandia. Según una historia contemporánea publicada en Picture Post, había renunciado al Ejército Británico para liderar la expedición. Entre los fotografiados en el artículo están John Hurman y Edward Graham. Hurman se describe a sí mismo como mitad irlandés y mitad inglés y se ofrecía como piloto. Su amigo, usando el seudónimo Edward Graham, también piloto, era el emigrado ruso blanco Príncipe Emanuel Galitzine, hijo del Príncipe Vladimir Galitzine. Sin embargo, antes de que se pudiera lanzar la expedición, Finlandia hizo las paces con Rusia. Roosevelt sirvió con distinción en una incursión en Noruega y luego fue enviado al norte de África, donde había poca acción en ese momento. Mientras estaba en Noruega, resultó herido durante la Batalla de Narvik. Reanudó la bebida y se debilitó por un hígado agrandado, complicado por un resurgimiento de la malaria. A finales de 1940, regresó a Inglaterra y fue dado de baja del ejército por motivos de salud el 2 de mayo de 1941, momento en el que había alcanzado una vez más el rango de capitán. Roosevelt apeló esta baja hasta llegar al primer ministro británico, Winston Churchill, quien mantuvo la baja médica.
Cuando regresó a los Estados Unidos, recurrió a la bebida para olvidar sus problemas. Su esposa solicitó la ayuda de su primo, el presidente Franklin Delano Roosevelt, quien ordenó al FBI que lo rastreara, y fue llevado de regreso con su familia. A finales de abril de 1942, su hermano Archibald intentó que fuera internado en un sanatorio por un año; al final del mes, accedió a una estadía de cuatro meses en una institución en Hartford. Para sacarlo de su situación actual, el presidente le otorgó una comisión como mayor en el Ejército de los Estados Unidos y lo transfirió y destinó a Fort Richardson, Alaska, donde trabajó como oficial de inteligencia y ayudó a establecer una milicia territorial de esquimales y aleutianos. Fue miembro del Veterans of Foreign Wars Post 1685 en Anchorage, Alaska.

## Muerte
Roosevelt murió en Alaska el 4 de junio de 1943, en su habitación en Fort Richardson, por suicidio con un disparo en la cabeza. Fue descubierto por el Dr. Sanford Couch Monroe, quien posteriormente presentó el informe de la autopsia. Su muerte fue informada a su madre, Edith, como un ataque al corazón. Fue enterrado en el Cementerio Nacional de Fort Richardson cerca de Anchorage, donde se erigió una puerta conmemorativa en su honor en 1949.

## Legado
La ciudad de Kermit, Texas, fue nombrada en su honor (había visitado el condado de Winkler, Texas, unos meses antes para cazar antílopes). La ciudad de Kermit, Virginia Occidental, también lleva su nombre. El barco de reparación clase Luzon USS Kermit Roosevelt (ARG-16) fue nombrado en su honor. La ciudad de Kermit, Dakota del Norte, también fue nombrada en su honor.
Hay una serie de conferencias anuales en los Estados Unidos, impartidas por un oficial general del ejército británico, y en el Reino Unido, impartidas por un oficial general del ejército estadounidense, en memoria de Kermit Roosevelt.

## Premios

### Estados Unidos
- Medalla de la Victoria en la Primera Guerra Mundial
- Medalla del Ejército de Ocupación de Alemania
- Medalla de la Campaña del Asiático-Pacífico
- Medalla de la Victoria en la Segunda Guerra Mundial

### Condecoraciones extranjeras
- Cruz Militar (Reino Unido)
- Cruz de Guerra de Montenegro

### Medallas extranjeras
- Medalla de Guerra Británica (Reino Unido)
- Medalla de la Victoria (Reino Unido)
- Estrella 1939-1945 (Reino Unido)
- Estrella de África (Reino Unido)
- Medalla de Guerra 1939-1945 (Reino Unido)

### En la ficción
- Kermit Roosevelt aparece como un personaje menor en la novela de Wilbur Smith, Assegai, durante un safari en África Oriental con su padre.
- Kermit Roosevelt aparece en el segundo episodio de la serie de televisión Las aventuras del joven Indiana Jones de 1992.
- También aparece fugazmente (en un sueño) en la novela Una guerra de helados de William Boyd.
- El libro La bestia de Roosevelt de Louis Bayard es una historia ficticia de la expedición Rondon-Roosevelt, narrada por Kermit Roosevelt.
- Kermit Roosevelt aparece como personaje principal en la novela histórica de James Ross, Hunting Teddy Roosevelt, sobre el safari en África Oriental con su padre.
- Kermit Roosevelt aparece en el libro de ficción La hija del presidente de Kimberly Brubaker Bradley, que se basa en la vida de la hermana de Kermit, Ethel Roosevelt Derby, y su tiempo en la Casa Blanca.